# Thoros II
Thoros II (Armeens: Թորոս Բ) ook wel "Theodore" ( overleden in 1169) was prins van Armeens Cilicië van 1140 tot 1169. Hij was een zoon van Leo I bij zijn onbekende tweede vrouw, mogelijk een Armeense.

## Huwelijk en kinderen
Thoros huwde in 1149 met Isabelle van Courtenay, een dochter van Jocelin II, graaf van Edessa en Beatrix van Saone. Zij kregen drie kinderen :
- Rita, huwde met Hethoum III van Lampron in 1153; ze scheidden in 1168
- een onbekende dochter, huwde met Isaac Doukas Komnenos († 1195), keizer van Cyprus.
- Ruben II († 1170), Prins van de Bergen